# La Escondida (Argentina)
La Escondida es una localidad argentina ubicada en el Departamento General Donovan, provincia del Chaco. Su actividad gira en torno a la fábrica de tanino de Indunor S.A., una de las dos que existen en la Provincia del Chaco. Con el tiempo se han adicionado otras modernas Plantas de producción afines.

## Historia

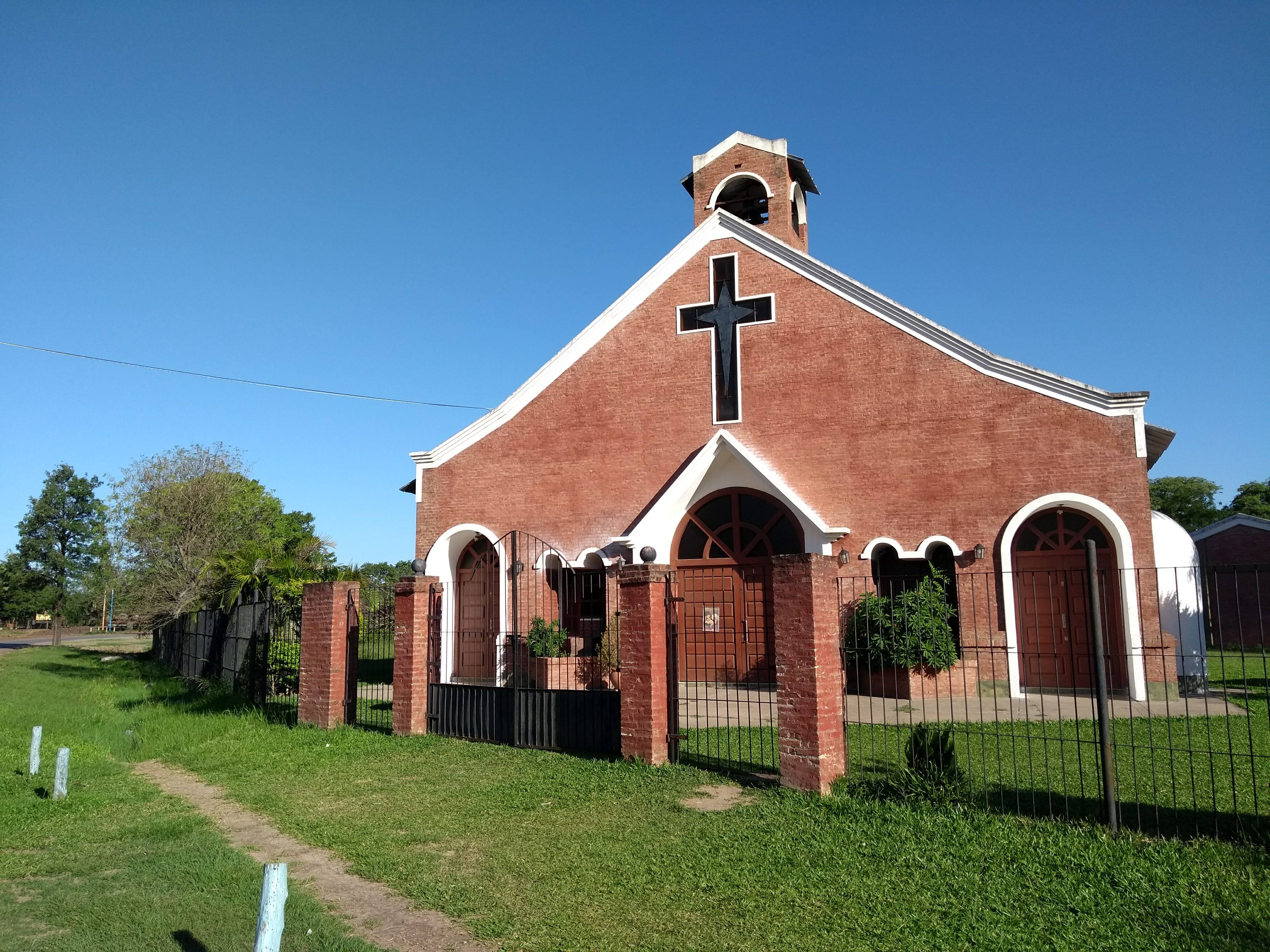
Templo católico San Carlos Borromeo, el principal de La Escondida.

Se considera como fecha de fundación del pueblo el 29 de septiembre de 1927, cuando la fábrica, entonces Nöetinger Lepetit S.A realizó la primera producción de tanino vendible. La empresa había iniciado su marcha el 15 de agosto del mismo año, estando en ese lapso efectuando pruebas. Dicha empresa construyó en forma paralela con la fábrica, un barrio para sus obreros que constituyó el asentamiento primigenio de La Escondida. A 2013 la fábrica de tanino local es una de las dos que aún funcionan en el Chaco. Con el tiempo el poblado fue abandonando el estilo que le dieron las casas construidas por la empresa por casas construidas por la actividad privada.
La fecha de fundación fue cambiada pero con la presentación de documentaciones el Concejo Municipal dictó la ordenanza 302/12 que restituyó el 29 de septiembre de 1927 como fecha de fundación.

## Demografía
Contaba con 3 219 habitantes (Indec, 2001), lo que representa un incremento del 15,5% frente a los 2 788 habitantes (Indec, 1991) del censo anterior. En el municipio la población ascendía a 3 671 habitantes (Indec, 1991).

## Deportes
La Asociación Civil Club San Carlos participa en la Liga Regional De Fútbol, en el cual ganó 35 campeonatos. Sus seguidores se denominan La Banda de Azules.

## Vías de comunicación
La principal vía de comunicación es la ruta Provincial 9 Juana Azurduy, que la vincula por pavimento al noroeste con Ingeniero Barbet y Colonia Elisa, y al sudeste con la Ruta Nacional 16. Hacia el sur por camino de tierra se comunica con la localidad de La Verde.

## Festividades
- Cabalgata de Bendiciones con San Carlos Borromeo, el último domingo de octubre en homenaje al Patrono de la localidad; con festival folclórico. Salida de Jinetes del Pueblo y la zona desde La colonia El Cacique Llorón Paraje Km 548 y desde allí, hacia todos los Barrios de La Escondida.
- Fiesta Patronal en honor a San Carlos Borromeo, 4 de noviembre, aniversario de su fundación.

## Personalidades
- Antonio Ríos, cantante.
- Severiano Pavón, futbolista.

## Parroquias de la Iglesia católica en La Escondida
| Arquidiócesis | Resistencia         |
| ------------- | ------------------- |
| Parroquia     | San Carlos Borromeo |